# Kiriarcado

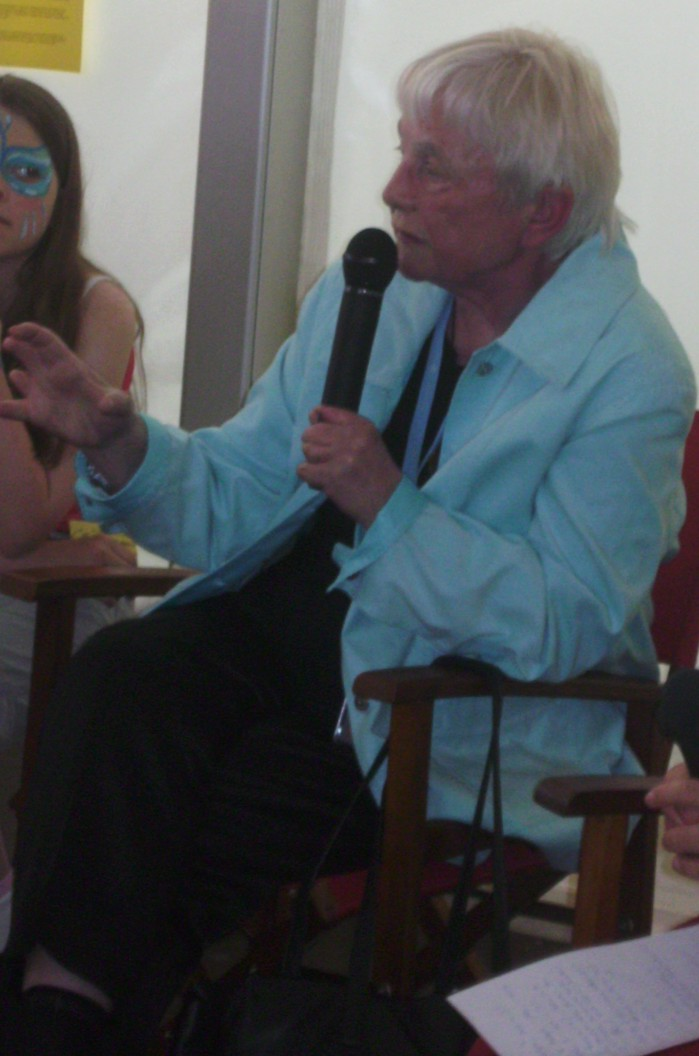
Elisabeth Schüssler-Fiorenza en la Jornada Católica Alemana 2008 en Osnabrück

El kiriarcado (en inglés Kyriarchy) es un sistema social o un conjunto de sistemas sociales conectados construidos sobre la dominación, la opresión y la sumisión. Este neologismo fue acuñado por Elisabeth Schüssler Fiorenza, en 1992 para describir su teoría de sistemas interconectados, interactuantes y autoextendibles, en los cuales un simple individuo podría ser oprimido en algunas relaciones y privilegiado en otras. Es una extensión interseccional con la intención de redefinir la categoría analítica de patriarcado más allá del concepto de género.
El kiriarquismo incluye el sexismo, el racismo, el especismo, la homofobia, el clasismo, la inequidad económica, el colonialismo, el militarismo, el etnocentrismo, el antropocentrismo y otras formas de jerarquías dominantes en las que la subordinación de una persona o de un grupo hacia otro está internalizada e institucionalizada.
La palabra deriva de los términos griegos kyrios (señor o maestro) y archein (gobernar o dominar). Schüssler propone usar la expresión patriarcado solo para denominar las jerarquías eclesiásticas de ciertas iglesias cristianas. 